# Galambfalva község
Galambfalva község (románul: Comuna Porumbeni) község Hargita megyében, Romániában. Központja Nagygalambfalva, hozzá tartozik Kisgalambfalva.

## Népessége
A 2011-es népszámlálás adatai alapján a község népessége 1805 fő volt.

## Története
2004-ben vált ki Bögöz községből és szervezték önálló községgé.